# Triade (Soziologie)
Die Triade ist ein grundlegendes Modell in der Soziologie. Viele soziale Beziehungen sind demnach zwischen zwei Personen (Dyade) nicht möglich, sondern treten erst ab drei Personen auf (Triade).

## Entwicklung
In der Soziologie gibt es eine lange, auf Georg Simmel (1908) zurückgehende Tradition triadischen Denkens. Unter der Überschrift „Die quantitative Bestimmtheit der Gruppe“ öffnet er den soziologischen Denk- und Forschungshorizont für die Frage, welche Bedeutung numerisch bestimmten sozialen Konstellationen für das gesellschaftliche Leben zukommt. Simmel zeigt, dass der Übergang von der Zwei zur Drei nicht bloß einen quantitativen Zuwachs, sondern eine neue Qualität darstellt.

## Funktion des Modells
Die Figur des Dritten ist Simmel zufolge eine soziale Urform oder die Keimzelle des Sozialen per se. Simmel analysiert drei „typische Gruppierungsformen“, die bei zwei Elementen nicht möglich sind, andererseits bei einer Mehr-als-drei-Zahl sich nur quantitativ erweitern, ohne ihren Formtypus zu ändern. Diese soziologischen Grundformen der Triade sind
- der Unparteiische und der Vermittler,
- der Tertius gaudens (der lachende Dritte) und
- die Figur des Divide et impera (des Teile und Herrsche).

## Aktuelle Forschung
In der Nach-Simmelschen Soziologie finden sich weitere Studien zu triadischen Konstellationen, so zum Beispiel zur Intrige, zum Geheimnis oder aber die ausgezeichnete Analyse der triadischen Figurationen Autorität, Stellvertretung und Koalition. Bühl legte eine triadische Grundlegung der Konfliktsoziologie vor, Allert begründete die Triade als zentrale Kategorie der Familiensoziologie, Tietel entwickelte einen triadischen Ansatz zur Analyse der betrieblichen Arbeitsbeziehungen. Fischer und Lindemann operieren mit der Figur des Dritten theoriesystematisch innerhalb der soziologischen Theorie.